# (3053) Dresden
(3053) Dresden (1977 QS) – planetoida z grupy pasa głównego asteroid okrążająca Słońce w ciągu 3,67 lat w średniej odległości 2,38 j.a. Odkryta 18 sierpnia 1977 roku.